# Giulio Cesare Cordara
Giulio Cesare Cordara (Alessandria, 16 o 17 dicembre 1704 – Alessandria, 6 marzo 1785) è stato un gesuita, storico e letterato italiano.

## Biografia
Giulio Cesare Cordara nacque ad Alessandria il 16 o 17 dicembre 1704 da don Antonio dei conti di Calamandrana e dalla contessa Eleonora Crescini di nobile famiglia mantovana. Nel 1715 fu inviato con il fratello Francesco a Roma, frequentando le scuole del Collegio Romano. Destinato alla carriera ecclesiastica, entrò nella Compagnia di Gesù, segnalandosi subito nelle lettere classiche e in particolare nella poesia latina. Entrato come Novizio nella Casa di Sant’Andrea al Quirinale di Roma il 20 dicembre 1718, professò i voti nel 1720, e nel 1733 fu ordinato sacerdote. Professato il quarto voto il 2 febbraio 1739, insegnò Lettere a Viterbo, Fermo e Ancona (1725-1730), Filosofia a Macerata (1735-1739), Logica presso il Collegio Romano (1739-1740), e Diritto canonico presso il Collegio Germanico (1741-1742).
Nel 1737 pubblicò a Lucca con lo pseudonimo di Lucio Settano le satire De tota graeculorum huius aetatis litteratura, ardente difesa della ratio studiorum gesuitica, in aperta polemica con la boriosa erudizione degli intellettuali settecenteschi. Le satire di Cordara scatenarono una lunga e violenta polemica, tanto che furono messe all'Indice da papa Clemente XII; ma stampate e ristampate furono lette e ammirate per tutto il secolo e furono considerate da Adolfo Borgognoni e da Giosuè Carducci uno degli antecedenti più immediati del Giorno di Giuseppe Parini. Carducci tradusse un saggio delle satire del Cordara (Da Giulio Cesare Cordara il grecizzante, nella Storia del «Giorno», Bologna, Zanichelli, 1892, p. 172, poi riedita, nella prima edizione delle Opere, al vol. XVII, p. 347).
Nel 1742 Cordara venne nominato storico della Compagnia e incaricato di continuare la narrazione degli eventi a partire dal 1616, dove si fermava quella di Joseph de Jouvancy. Dopo la soppressione della Compagnia di Gesù rimase in Piemonte, dove già si trovava, e passò l'ultimo decennio della sua vita tra Alessandria ed il Castello dei suoi avi, a Calamandrana. Superato il trauma iniziale, finì per adattarsi alla vita secolare e, dopo aver dato sfogo al suo animo conturbato, distraendosi con frivole composizioni letterarie, ritornò ai suoi studi prediletti e compose la sua opera più poderosa: il De suis ac suorum rebus aliisque suorum temporum commentarii, un quadro efficacissimo dell'ambiente in cui visse, sul cui sfondo descrive, con ricchezza di informazione e indipendenza di giudizio, la storia della soppressione della Compagnia. I Commentarii sono considerati il suo capolavoro.
L'opera omnia del Cordara fu pubblicata in 4 volumi dal Pasquali, Venezia 1804. Il De suis ac suorum rebus aliisque suorum temporum Commentarii fu pubblicato a Torino nel 1931 a cura di Giuseppe Albertotti e Agostino Faggiotto.
Cordara morì il 6 marzo 1785 ad Alessandria e venne sepolto nella cripta della chiesa di Sant'Alessandro, dove oggi le sue spoglie sono custodite in una semplice urna-ossario in cemento .

## Opere
- (LA) Historiae Societatis Jesu pars sexta, vol. 1, Roma, ex typographia Antonii de Rubeis, 1750.
- (LA) Historiae Societatis Jesu pars sexta, vol. 2, Roma, typis Civitatis Catholicae, 1859.
- De tota Graeculorum huius aetatis Literatura ad Gaium Salmorium Sermones quatuor, 1737, con la falsa data di Ginevra, «apud Tornesios» (ma Lucca, Marescandoli).
- L. Sectani Q. Fil. ad Gaium Salmorisim Sermo Quintus (Lucca 1738, con la falsa indicazione editoriale di Cornithy).
- Caroli Odoardi Stuardi Walliae Principis expeditio in Scotiam, libris IV comprehensa (Opere, I, Venezia 1804, pp. 87–308; tradotta in italiano da Antonio Gussalli col titolo La Spedizione di Carlo Odoardo Stuart negli anni 1743-44-45-46, descritta latinamente nel 1751).
- L. Sectani Q. F. De tota Graeculorum... Sermones quatuor. Adcessere ad eorum defensionem Quintus et Sextus (Hagae Comitum 1752).
- Collegii Germanici et Hungarici historia libris IV. comprehensa, Roma, 1770.
- De' vantaggi dell'orologio italiano sopra l'oltramontano, Alessandria, Ignazio Vimercati, 1783.
- Discorso in morte dell'insigne poeta Pietro Metastasio pronunciato il 9 luglio 1782 ad Alessandria nell'Accademia degli Immobili, a cura dell'abate Giulio Cordara di Calamandrana, Principe dell'Accademia, stampato nel 1783[4].
- Opere latine e italiane dell'abate Giulio Cesare Cordara dei Conti di Calamandrana, Venezia, 1801-1804.
- De suis ac suorum rebus aliisque suorum temporum usque ad occasum Societatis Jesu commentarii (ed. post. a cura di Giuseppe Albertotti e Agostino Faggiotto, Torino 1931).
- Giuseppe Albertotti (a cura di), Nove lettere di Giulio Cesare Cordara all'abate Fabrizio Carafa, Atti del Reale Istituto veneto di scienze, lettere ed arti. Parte seconda. Tomo 82., Venezia, Presso la Segreteria dell'Istituto, 1923,  pp. 1051-1104.